# Keiji Takachi
Keiji Takachi (髙地 系治 Takachi Keiji?), född 23 april 1980 i Saitama prefektur, är en japansk fotbollsspelare.
Takachi började sin karriär 2001 i Tokyo Verdy. Efter Tokyo Verdy spelade han för Okinawa Kariyushi FC och FC Ryukyu. 2005 flyttade han till Sagan Tosu. Han spelade 188 ligamatcher för klubben. 2010 flyttade han till Yokohama FC. Efter Yokohama FC spelade han för FC Gifu.